# Gerhard Wegner (Chemiker)
Gerhard Wegner (* 3. Januar 1941 in Berlin) ist ein deutscher Chemiker und emeritierter Hochschullehrer. Er war Direktor des Max-Planck-Instituts für Polymerforschung in Mainz.

## Leben und Werk
Wegner studierte ab 1959 Chemie in Mainz, wo er 1965 promoviert wurde. Nach einem zweijährigen Postdoktoranden-Aufenthalt als Mitarbeiter an der Yale University in New Haven von 1965 bis 1967 und der Rückkehr nach Deutschland, wo Wegner 1968 Assistent am Institut für Physikalische Chemie der Universität Mainz wurde und 1969 Gründungsmitglied des Sonderforschungsbereichs (SFB) 41 war, folgte dort 1970 die Habilitation im Fach Physikalische Chemie. An der Universität Mainz wurde er 1971 Dozent und 1972 zum außerplanmäßigen Professor ernannt. Von 1971 bis 1974 fungierte er zudem als Schatzmeister des SFB 41. Im Jahr 1974 war er Visiting Professor am National Chemical Laboratory in Poone (Indien). Nach Rufen an die Universitäten Marburg und Hannover folgte er 1974 einem Ruf als ordentlicher Professor für Makromolekulare Chemie auf den Lehrstuhl für Makromolekulare Chemie an der Universität Freiburg, wo er das Institut für Makromolekulare Chemie leitete. Wegner trat 1983 als wissenschaftliches Mitglied in die Max-Planck-Gesellschaft ein, war neben Erhard W. Fischer Gründungsdirektor des Max-Planck-Instituts für Polymerforschung in Mainz und wirkte dort bis zu seiner Emeritierung 2008 als Professor und ab 1984 als Direktor einer wissenschaftlichen Abteilung. Von 1996 bis 2002 war Wegner Vizepräsident der Max-Planck-Gesellschaft.
Wegner entwickelte maßgeblich moderne Konzepte der Wissenschaft organischer Materialien wie Selbstorganisation, supramolekulare Chemie, Nanostrukturen und Kontrolle der Eigenschaften durch molekulare Architektur. Seine Forschungsinteressen umfassen unter anderem Kettensteifigkeit als Strukturprinzip bei der Konstruktion neuartiger makromolekularer Materialien, feste Polyelektrolyte und Ionenleiter, Polymere als Halbleiter und optische Materialien, Synthese und Bewertung von polymeren Tensiden, durch Polymere gesteuerte Mineralisierungsprozesse sowie Charakterisierung von Polymerstrukturen durch quantitative Methoden (Röntgenstreuung, Elektronenmikroskopie, Lichtstreuung).
Wegner erhielt zahlreiche Ehrungen und Preise, unter anderem wurde er mit einem Preis der Amherst University in Massachusetts (1979), dem Otto-Bayer-Preis (1984 als erster Preisträger), dem Philip Morris Forschungspreis (1989), dem Hermann-Staudinger-Preis (1990), dem Polymerchemiepreis der American Chemical Society, der DECHEMA-Medaille, der Ehrendoktorwürde der University of Massachusetts at Lowell (2000) sowie mit dem Bundesverdienstkreuz Erster Klasse (2004) für seine herausragenden Verdienste für die Wissenschaft ausgezeichnet.
Weiterhin ist er Mitglied der Akademie der Wissenschaften und der Literatur in Mainz (seit 1996, 2005 bis 2011 Vizepräsident der Mathematisch-Naturwissenschaftlichen Klasse), der Nordrhein-Westfälischen Akademie der Wissenschaften, der Königlich Niederländischen Akademie der Wissenschaften, der Academia Europaea (seit 1991) und der Österreichischen Akademie der Wissenschaften (seit 1996).
Am 19. November 2011 wurde Gerhard Wegner von der ETH Zürich Eidgenössischen Technischen Hochschule mit einem Ehrendoktorat (Dr. sc. e. h.) ausgezeichnet. Die ETH hat mit dieser Auszeichnung die grundlegenden Beiträge zur Chemie und Physik der Polymere und darüber hinaus zur Beschreibung des Verhaltens »Weicher Materie« gewürdigt.